# جام باشگاه‌های تهران ۱۳۵۴
جام باشگاه‌های تهران ۱۳۵۴ دوره‌ای از مسابقات جام باشگاه‌های تهران بود که از یکم تیرماه ۱۳۵۴ آغاز و در ۱۱ مهر ماه به پایان رسید. این دوره از مسابقات با شرکت ۱۴ تیم در یک گروه انجام شد. ده تیم از تیم های فصل قبل در مسابقات حاضر بودند. دارایی و آرارات به لیگ تخت جمشید صعود کرده بودند و تیم حمید نیز به دسته دوم سقوط کرد. تیم های کیان، اسپرت و ایرانا از دسته دوم صعود کرده بودند. تیم پیام در مسابقات حضور نیافت و سازمان آب بجای آن شرکت کرد. در پایان تیم شهباز به عنوان قهرمانی دست یافت، تیم اقبال در جایگاه دوم جدول ایستاد و تیم نفت نیز سوم شد. تیم شهباز با قهرمانی در این مسابقات به عنوان سهمیه تهران به مسابقات جام تخت جمشید ۱۳۵۵ راه یافت. 

## جدول رده‌بندی
منبع: 
| رتبه | باشگاه    | بازی | برد | مساوی | باخت | گل‌زده | گل‌خورده | امتیاز |
| ---- | --------- | ---- | --- | ----- | ---- | ----- | ------- | ------ |
| ۱    | شهباز     | ۱۳   | ۱۱  | ۲     | ۰    | ۲۷    | ۹       | ۲۴     |
| ۲    | اقبال     | ۱۳   | ۱۱  | ۱     | ۱    | ۲۷    | ۴       | ۲۳     |
| ۳    | نفت       | ۱۳   | ۹   | ۲     | ۳    | ۱۶    | ۵       | ۲۰     |
| ۴    | بوتان     | ۱۳   | ۵   | ۴     | ۴    | ۱۱    | ۱۲      | ۱۴     |
| ۵    | دژبان     | ۱۳   | ۵   | ۳     | ۵    | ۱۳    | ۱۲      | ۱۳     |
| ۶    | شهربانی   | ۱۳   | ۴   | ۴     | ۵    | ۱۲    | ۱۴      | ۱۲     |
| ۷    | سازمان آب | ۱۳   | ۳   | ۵     | ۵    | ۱۳    | ۱۵      | ۱۱     |
| ۸    | تهرانجوان | ۱۳   | ۳   | ۵     | ۵    | ۸     | ۱۳      | ۱۱     |
| ۹    | بانک سپه  | ۱۳   | ۳   | ۴     | ۶    | ۱۱    | ۱۶      | ۱۰     |
| ۱۰   | ایرانا    | ۱۳   | ۲   | ۶     | ۵    | ۱۱    | ۱۷      | ۱۰     |
| ۱۱   | افسر      | ۱۳   | ۳   | ۴     | ۶    | ۹     | ۱۷      | ۱۰     |
| ۱۲   | اسپرت     | ۱۳   | ۳   | ۳     | ۷    | ۸     | ۱۷      | ۹      |
| ۱۳   | کیان      | ۱۳   | ۳   | ۲     | ۸    | ۱۴    | ۲۱      | ۸      |
| ۱۴   | برق       | ۱۳   | ۰   | ۷     | ۶    | ۴     | ۱۲      | ۷      |

## گلزنان برتر
| # | گلزنان         | تعداد گل | تیم      |
| - | -------------- | -------- | -------- |
| ۱ | محمد مایلی کهن | ۸        | نفت      |
| ۲ | قاسم شبانکاره  | ۷        | شهباز    |
| ۳ | علی مناجاتی    | ۶        | شهباز    |
| ۴ | علی کرم سوری   | ۵        | اسپرت    |
| - | محسن میری      | ۵        | اقبال    |
| - | علی رحمانی     | ۵        | اقبال    |
| - | قدرت الله خلقی | ۵        | بانک سپه |